# Robert Langer (politik)
Robert Langer (??? – 1939) byl československý politik německé národnosti a senátor Národního shromáždění ČSR za Komunistickou stranu Československa.

## Biografie
V parlamentních volbách v roce 1929 získal senátorské křeslo v Národním shromáždění. V senátu setrval do roku 1935.
Profesí byl kovářem ve Vítkově.
V roce 1938 přešel k partyzánům na Podkarpatskou Rus, kde byl později zatčen maďarskými úřady, předán gestapu, které ho roku 1939 popravilo.